# Leptón

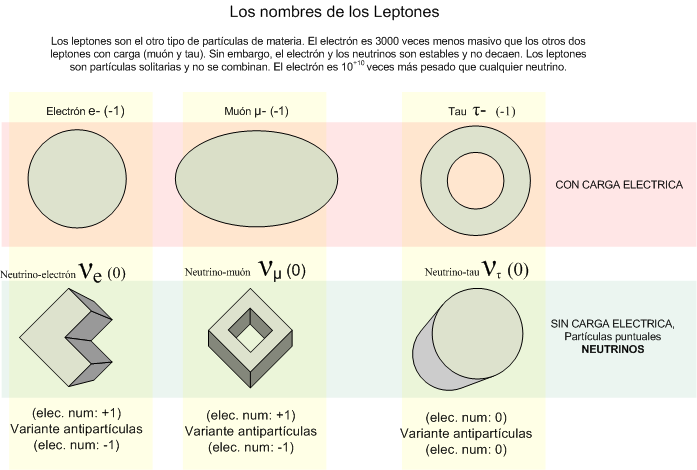
Nombre y carga eléctrica de los seis leptones.

En física, un leptón es una partícula con espín 1/2 en el caso de los neutrinos y +/- 1/2 en los demás leptones (un fermión) que no experimenta interacción fuerte. Los leptones forman parte de una familia de partículas elementales conocida como la familia de los fermiones, al igual que los quarks.
Un leptón es un fermión fundamental sin carga hadrónica o de color. Existen seis leptones y sus correspondientes antipartículas: el electrón, el muon, el tau y tres neutrinos asociados a cada uno de ellos.
Existen seis tipos de leptones, conocidos como sabores', agrupados en tres generaciones]. Los leptones del de primera generación, también llamados leptones electrónicos, comprenden el electrón (e−
) y el neutrino electrónico (ν
e); los segundos son los leptones muónicos, que comprenden el muón (μ−
) y el neutrino muónico; y el tercero son los leptones tauónicos, que comprenden la tau (τ−
) y el neutrino tau (ν
τ). Los electrones tienen la menor masa de todos los leptones cargados. Los muones y taus, más pesados, se transforman rápidamente en electrones y neutrinos mediante un proceso de desintegración de partículas: la transformación de un estado de mayor masa a otro de menor masa. Así, los electrones son estables y el leptón cargado más común en el universo, mientras que los muones y los taus sólo pueden producirse en colisiones de alta energía (como las que involucran rayos cósmicoss y las que se llevan a cabo en aceleradores de partículass).
Los leptones tienen varias propiedades intrínsecas, como carga eléctrica, espín y masa. Sin embargo, a diferencia de los quarks, los leptones no están sujetos a la interacción fuerte, pero sí a las otras tres interacciones fundamentales: gravitación, interacción débil y electromagnetismo, siendo este último proporcional a la carga y, por tanto, nulo para los neutrinos eléctricamente neutros.
Para cada sabor del leptón, existe un tipo correspondiente de antipartícula, conocida como antileptón, que difiere del leptón sólo en que algunas de sus propiedades tienen igual magnitud pero signo opuesto. Según ciertas teorías, los neutrinos podrían ser su propia antipartícula. Actualmente no se sabe si esto es así.
El primer leptón cargado, el electrón, fue teorizado a mediados del siglo XIX por varios científicos. y fue descubierto en 1897 por J. J. Thomson. El siguiente leptón que se observó fue el muón, descubierto por Carl D. Anderson en 1936, que fue clasificado como un mesón en ese momento. Después de la investigación, se dio cuenta de que el muón no tenía las propiedades esperadas de un mesón, sino que se comportaba como un electrón, solo que con mayor masa. Hubo que esperar hasta 1947 para que se propusiera el concepto de "leptones" como familia de partículas. El primer neutrino, el neutrino electrónico, fue propuesto por Wolfgang Pauli en 1930 para explicar ciertas características de la desintegración beta. Se observó por primera vez en el  Experimento de neutrinos de Cowan-Reines realizado por Clyde Cowan y Frederick Reines en 1956. El neutrino muón fue descubierto en 1962 por Leon M. Lederman, Melvin Schwartz, y Jack Steinberger, y el tau descubierto entre 1974 y 1977 por Martin Lewis Perl y sus colegas del Centro Acelerador Lineal de Stanford y el Laboratorio Nacional Lawrence Berkeley. El  neutrino tau permaneció escurridizo hasta julio de 2000, cuando la colaboración DONUT de Fermilab anunció su descubrimiento.
Los leptones son una parte importante del Modelo Estándar. Los electrones son uno de los componentes del átomo, junto con el protón y el neutrón. También se pueden sintetizar  átomos exóticos con muones y taus en lugar de electrones, así como partículas leptón-antileptón como el positronio.

## Etimología
El nombre leptón proviene del Griego λεπτός leptós, "fino, pequeño, delgado" (neutro forma nominativa/acusativa singular: λεπτόν leptón); la forma más antigua atestiguada de la palabra es el griego micénico. 𐀩𐀡𐀵, re-po-to, escrita en escritura silábica Lineal B. Leptón fue utilizado por primera vez por el físico Léon Rosenfeld en 1948:
Siguiendo una sugerencia del profesor C. Møller, adopto -como complemento de "nucleón"- la denominación "leptón" (de λεπτός, pequeño, fino, delicado) para denotar una partícula de masa pequeña.
.
Rosenfeld eligió el nombre porque los únicos leptones conocidos en aquel momento eran los electrones y los muones, cuyas masas son pequeñas en comparación con los nucleones-la masa de un electrón 0,511 MeV/c² y la masa de un muón (con un valor de 105,7 MeV/c² son fracciones de la masa del protón "pesado" 938,3 MeV/c². Sin embargo, la masa del tau (descubierto a mediados de la década de 1970) 1777 MeV/c² es casi el doble que la del protón y unas 3500 veces la del electrón.

## Historia
.

Un muón se transmuta en un neutrino muónico emitiendo un bosón. El bosón W boson decae posteriormente en un electrón y un antineutrino de electrón

El primer leptón identificado fue el electrón, descubierto por J.J. Thomson y su equipo de físicos británicos en 1897. Posteriormente, en 1930, Wolfgang Pauli postuló el neutrino electrónico para preservar la conservación de la energía, la conservación del momento y la  conservación del momento angular en la desintegración beta. Pauli teorizó que una partícula no detectada se llevaba la diferencia entre la energía, el  momento y el momento angular de las partículas inicial y final observadas. Al neutrino electrónico se le llamaba simplemente neutrino, ya que aún no se sabía que los neutrinos venían en diferentes sabores (o diferentes "generaciones").
Casi 40 años después del descubrimiento del electrón, el muón fue descubierto por Carl D. Anderson en 1936.  Debido a su masa, fue clasificado inicialmente como un mesón en lugar de un leptón. Más tarde quedó claro que el muón era mucho más similar al electrón que a los mesones, ya que los muones no sufren la interacción fuerte, y por tanto el muón fue reclasificado: electrones, muones y el neutrino (electrón) fueron agrupados en un nuevo grupo de partículas: los leptones. En 1962, Leon M. Lederman, Melvin Schwartz y Jack Steinberger demostraron que existía más de un tipo de neutrino al detectar por primera vez interacciones del neutrino muón, lo que les valió el Premio Nobel 1988, aunque para entonces ya se había teorizado sobre los diferentes sabores del neutrino.
El tau fue detectado por primera vez en una serie de experimentos entre 1974 y 1977 por Martin Lewis Perl con sus colegas del SLAC LBL group. Al igual que el electrón y el muón, también se esperaba que tuviera un neutrino asociado. La primera evidencia de la existencia de neutrinos tau vino de la observación de energía y momento "perdidos" en la desintegración tau, de forma análoga a la energía y momento "perdidos" en la desintegración beta que condujo al descubrimiento del neutrino electrón. La primera detección de las interacciones del neutrino tau fue anunciada en 2000 por la colaboración DONUT en Fermilab, convirtiéndola en la segunda partícula del Modelo Estándar en haber sido observada directamente, descubriéndose el bosón de Higgs en 2012.
Aunque todos los datos actuales son consistentes con tres generaciones de leptones, algunos físicos de partículas están buscando una cuarta generación. El límite inferior actual de la masa de dicho cuarto leptón cargado es 100,8 GeV/c², mientras que su neutrino asociado tendría una masa de al menos 45,0 GeV/c².

## Propiedades de los leptones

Nombre y carga eléctrica de los componentes de la materia.

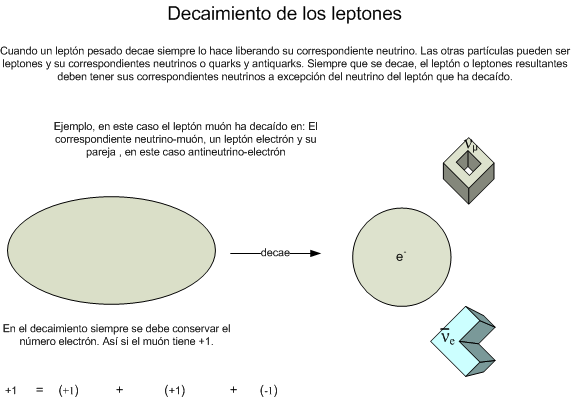
Ejemplo del decaimiento de un leptón en otras partículas.

Hay tres tipos conocidos de leptones: el electrón, el muon y el leptón tau. Cada tipo está representado por un par de partículas llamadas doblete débil. Uno es una partícula cargada masiva que lleva el mismo nombre que su tipo (como el electrón). La otra es una partícula neutra casi sin masa llamada neutrino (como el neutrino electrónico). Todas, es decir las seis partículas, tienen su correspondiente antipartícula (como el positrón o el antineutrino electrónico). Todos los leptones cargados conocidos tienen una sencilla unidad de carga eléctrica (que depende de si son partículas o antipartículas) y todos los neutrinos y antineutrinos tienen carga eléctrica cero. Los leptones cargados tienen dos estados de espín posibles, mientras que se observa una sola helicidad en los neutrinos (todos los neutrinos son levógiros y todos los antineutrinos son dextrógiros.
Las masas de los leptones también obedecen a una relación simple, conocida como la fórmula de Koide, pero actualmente esta relación aún no puede ser explicada.
Cuando interactúan partículas, generalmente el número de leptones del mismo tipo (electrones y neutrinos electrónicos, muones y neutrinos muónicos, leptones tau y neutrinos tauónicos) se  mantiene. Este principio es conocido como la conservación del número leptónico. La conservación del número de leptones de diferente sabor (p.e. número electrónico o número muónico) algunas veces se puede violar (como en la oscilación de neutrinos). Una ley de conservación más fuerte es el número total de leptones de todos los sabores que es violada por una pequeña cantidad en el modelo estándar por las llamadas anomalías quirales.
Los acoples de los leptones a los bosones de gauge son independientes del sabor. Esta propiedad es llamada universalidad leptónica y ha sido probada en medidas de la vida media de tauones y muones, y en decaimientos parciales de bosones Z, particularmente en los experimentos de SLC y LEP.

## Tabla de leptones
| Carga del leptón / antipartícula | Carga del leptón / antipartícula        | Carga del leptón / antipartícula | Carga del leptón / antipartícula |  | Neutrino / antineutrino                      | Neutrino / antineutrino                                     | Neutrino / antineutrino | Neutrino / antineutrino |
| Nombre                           | Símbolo                                 | Carga eléctrica (e)              | Masa(MeV/c2)                     |  | Nombre                                       | Símbolo                                                     | Carga eléctrica (e)     | Masa (MeV/c2)           |
| Electrón / Positrón              | {\displaystyle e^{-}\,/\,e^{+}}         | −1 / +1                          | 0,511                            |  | Neutrino electrónico / Electrón antineutrino | {\displaystyle \nu _{e}\,/\,{\overline {\nu }}_{e}}         | 0                       | < 0,0000022[31]         |
| Muon / Antimuón                  | {\displaystyle \mu ^{-}\,/\,\mu ^{+}}   | −1 / +1                          | 105,7                            |  | Neutrino muónico / Muon antineutrino         | {\displaystyle \nu _{\mu }\,/\,{\overline {\nu }}_{\mu }}   | 0                       | < 0,17[31]              |
| Tau / Antitau                    | {\displaystyle \tau ^{-}\,/\,\tau ^{+}} | −1 / +1                          | 1777                             |  | Tau neutrino / Tau antineutrino              | {\displaystyle \nu _{\tau }\,/\,{\overline {\nu }}_{\tau }} | 0                       | < 15,5[31]              |
Se nota que las masas de los neutrinos son conocidas, diferentes de cero, por la oscilación de neutrinos, pero sus masas son lo suficientemente ligeras que no se podían directamente medir hasta el 2007. Sin embargo tienen una medida (indirectamente basada en los periodos de oscilación) la diferencia del cuadrado de las masas entre los neutrinos que tienen que ser estimadas {\displaystyle \Delta m_{12}^{2}=80{meV}^{2}} y {\displaystyle \Delta m_{23}^{2}\approx \Delta m_{13}^{2}=2400{meV}^{2}}. Esto lleva a las siguientes conclusiones:
- {\displaystyle \nu _{\mu }} y {\displaystyle \nu _{\tau }} son más ligeros que 2,2 eV (es como {\displaystyle \nu _{e}} y las diferencias de masas entre los neutrinos son del orden de los milielectronvoltios).
- uno (o muchos) de los neutrinos son más pesados que 0,040 eV.
- dos (o tres) de los neutrinos son más pesados que 0,008 eV

Los nombres "mu" y "tau" parece que fueron seleccionados debido a su lugar en el alfabeto griego; mu es la séptima letra después de epsilon (electrón) y tau es la séptima después de mu.
μ y τ  son versiones inestables del electrón. Cuando los leptones están cargados, estos interactúan con interacción electromagnética e interacción débil; no así los neutrinos que lo hacen solo en interacción débil.

## En la cultura popular
- La "radiación del leptón" se dice que se emite por dispositivos que transportan personas de una dimensión en la serie de televisión Stargate SG-1. (Crystal Skull, Arthur's Mantle)
- "¿Qué estás buscando ahora, leptón?", Little Man Tate (1991)